# Masataka Nishimoto
Masataka Nishimoto (西本 雅崇 Nishimoto Masataka?, nacido el 11 de junio de 1996 en Osaka) es un futbolista japonés que se desempeña como centrocampista en el Cerezo Osaka de la J1 League.

## Trayectoria

### Clubes
| Club                | País  | Año    |
| ------------------- | ----- | ------ |
| Cerezo Osaka        | Japón | 2015 - |
| Cerezo Osaka sub-23 | Japón | 2016 - |

## Estadística de carrera

### J. League
| Club                | Año   | J. League | J. League | Copa J. League | Copa J. League | Total | Total |
| Club                | Año   | Part.     | Goles     | Part.          | Goles          | Part. | Goles |
| ------------------- | ----- | --------- | --------- | -------------- | -------------- | ----- | ----- |
| Cerezo Osaka        | 2015  | 0         | 0         | -              | -              | 0     | 0     |
| Cerezo Osaka        | 2016  | 0         | 0         | -              | -              | 0     | 0     |
| Cerezo Osaka        | 2017  | 1         | 0         | 4              | 0              | 5     | 0     |
| Cerezo Osaka sub-23 | 2016  | 25        | 6         | -              | -              | 25    | 6     |
| Cerezo Osaka sub-23 | 2017  | 27        | 5         | -              | -              | 27    | 5     |
| Total               | Total | 53        | 11        | 4              | 0              | 57    | 11    |